# آل هادي (مدينة مأرب)

تعديل مصدري - تعديل

آل هادي هي إحدى قرى عزلة الاشراف بمديرية مدينة مأرب التابعة لمحافظة مأرب، بلغ تعداد سكانها 523 نسمة حسب تعداد اليمن لعام 2004.